# Lioré et Olivier LeO 45
Ліор ет Олів'є LeO 45 (фр. Lioré et Olivier LeO 45) — двомоторний швидкісний середній бомбардувальник виробництва французької авіакомпанії Lioré et Olivier. Розроблявся в рамках програми модернізації французької армії і не поступався бомбардувальникам інших країн. Активно використовувався під час Другої світової війни в складі ВПС Франції і ВПС Режиму Віші.

## Історія створення

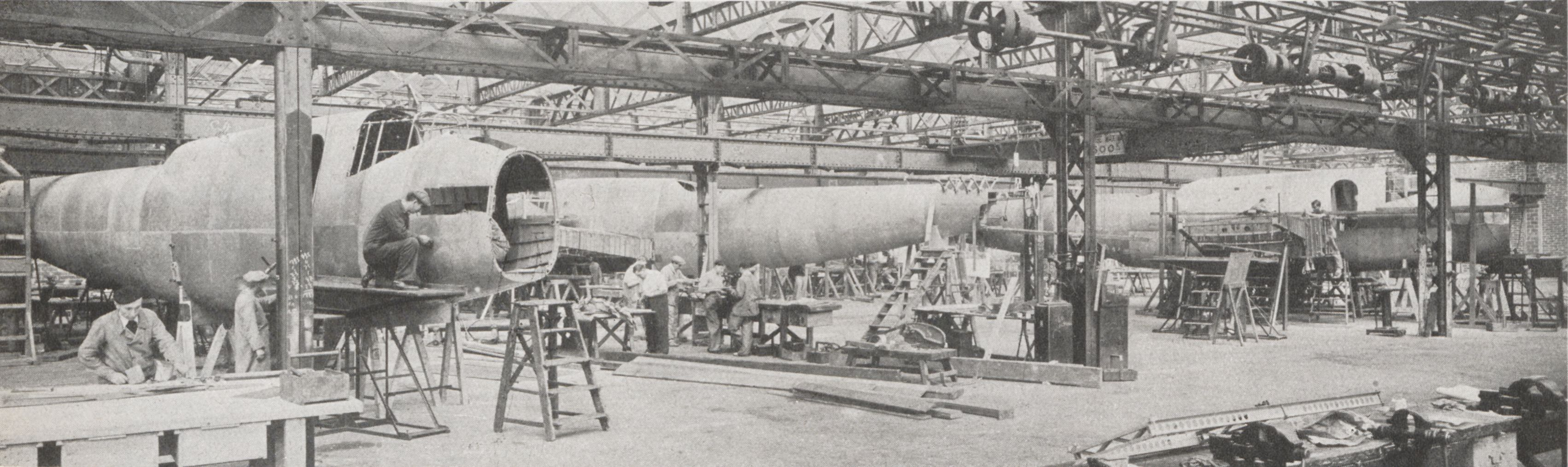
Виробництво LeO 451. Грудень 1938 року.

В листопаді 1934 року технічна служба ВПС Франції видала завдання на перспективний середній бомбардувальник. В завданні задавались наступні вимоги — швидкість 400 км/год на висоті 4000 м. (пізніше підняте до 470 км/год), радіус дії — 700 км з бомбовим навантаженням в 1200 кг. Окрім цього верхня турель мала оснащуватись 20-мм гарматою. Для участі в конкурсі інженери фірми Lioré et Olivier під керівництвом П. Е. Мерс'є розробили суцільнометалевий двомоторний низькоплан з чистими аеродинамічними формами, двокілевим хвостовим оперенням і шасі, яке прибиралось.
Перший прототип LeO 45.01 піднявся в повітря 16 січня 1937 року. Він оснащувався новими двигунами HS 14AAA06/07 потужністю 1080 к.с., які ще не були доведені до ладу і постійно перегрівались. Після декількох місяців невдалих випробувань, навіть незважаючи на це літак рекомендували до серійного виробництва, на літак було встановлено двигуни GR 14N20/21 потужністю 1030 к.с. і введено нове позначення LeO 451.01. В такій конфігурації літак піднявся в повітря 21 жовтня 1937 року. Результати випробувань було визнано успішними і літак запустили в серійне виробництво під позначенням LeO 451B4.
Перший серійний літак був готовий в квітні 1939 року, і він відрізнявся двигунами GR 14N48/49 потужністю 1140 к.с. Загальний об'єм виробництва склав 554 літаків, з яких 102 вже були виготовлені для режиму Віші.

## Історія використання

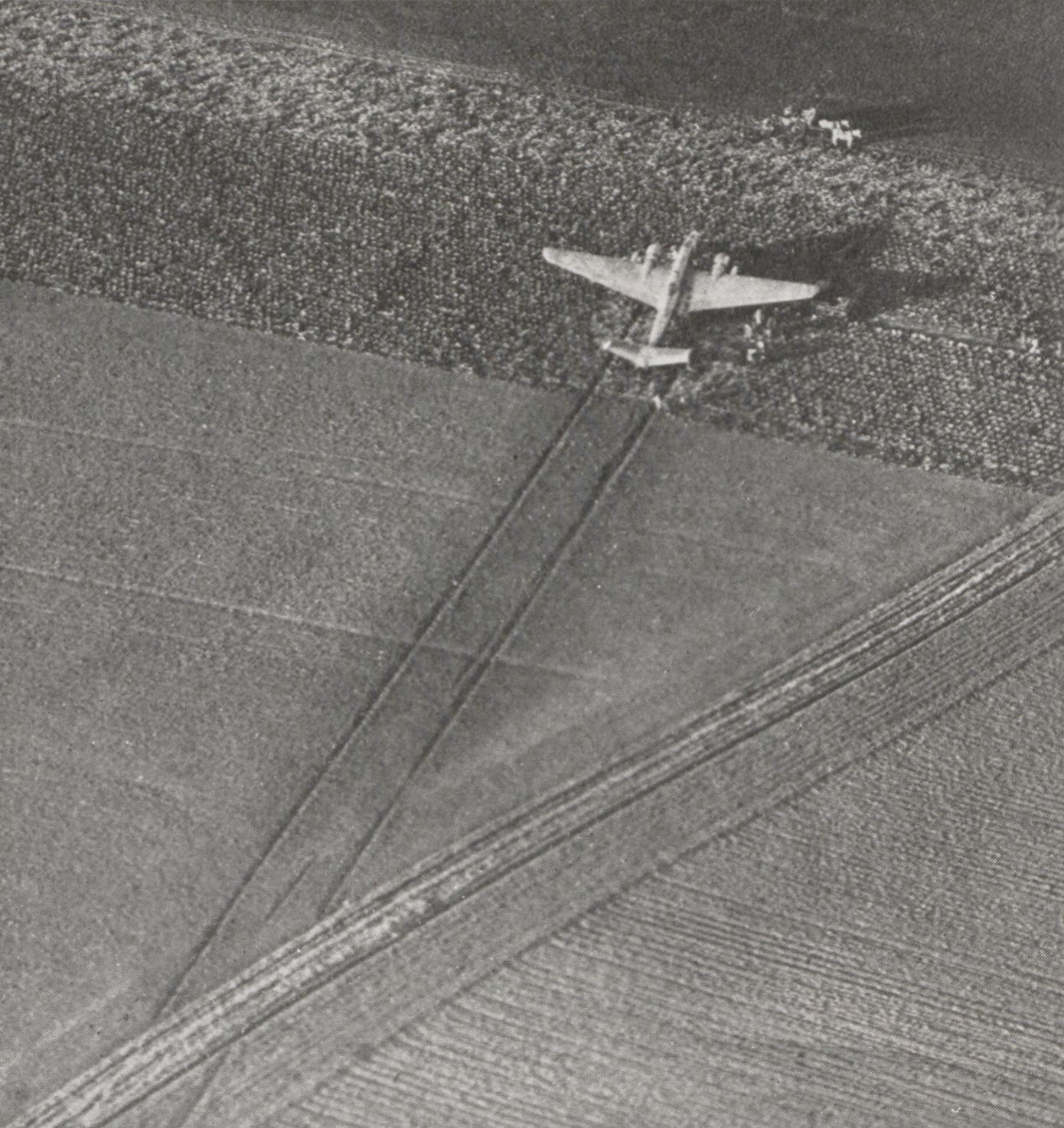
LeO 45 після приземлення на поле. 1937 рік.

Перші серійні LeO 451 надійшли на озброєння літом 1939 року і до початку Другої світової було виготовлено незначну кількість літаків (на озброєнні було 10 LeO 451) які все ще освоювались пілотами. З початком війни 5 літаків було об'єднано в експериментальну ескадрилью в складі 31-ї бомбардувальної ескадри. З вступу Франції в війну ескадрилья здійснювала нічні розвідувальні польоти над Німеччиною. В вересні LeO 451 почали надходити на озброєння 12-ї ескадри. До початку німецького наступу в строю було 94 LeO 451 в складі 8 груп, з яких тільки три (GB I/12, GB II/12 і GB I/31) були переоснащені повністю.
Перший бомбардувальна місія LeO 451 почалась 11 травня 1940, коли 10 літаків 12-ї ескадри атакували моторизовані частини Вермахту біля Маастрихта. Для кращої точності бомбометання здійснювалось з висоти 500—600 метрів, тому через зенітний вогонь було збито один літак, а інші отримали пошкодження. Незважаючи на втрати LeO 451 продовжували використовуватись для бомбардувань з малих висот, оскільки в французькій авіації бракувало штурмової авіації. Найуспішнішим можна вважати виліт 16 травня, коли 26 LeO 451 розбомбили моторизовану дивізію в Монкорні, ціною втрати чотирьох літаків. Через втрати 21 травня 12-у і 31-у ескадри було відведено в тил для доукомплектування, і декілька днів LeO 451 не здійснювали вильотів. 25 травня вперше в бій вступила група GB I/11, яка здійснила бомбардування поблизу Бапома, а 28 травня на фронт повернулись 12-а і 31-а ескадри. 3 червня мав відбутись нічний бомбардувальний наліт на Аугсбург і Мюнхен, але через погану погоду його було відкладено, а LeO 451 продовжували використовуватись проти німецьких військ.
14 червня 1940 року був виданий наказ на перебазування більшості французької авіації до Північної Африки, але 12-а і 31-а ескадри залишились в Франції, де продовжили бойову роботу. 11-а ескадра, яка залучалась до бомбардувань об'єктів в Італії, була перекинута в Туніс, звідки продовжила бойову роботу, зокрема ще 23 червня 4 LeO 451 бомбардували Палермо. А останній бойовий виліт французьких LeO 451 відбувся 24 червня проти мостів біля Кюло. На момент перемир'я було втрачено 130 LeO 451, в строю залишалось близько 105 літаків (45 в Франції, решта в Північній Африці), крім цього 140 літаків були на складах і в ремонті в Франції, ще 75 — ремонтувались в Африці.
В ВПС Режиму Віші ввійшли сім груп LeO 451 три з яких розміщувались в Франції. 24 вересня 1940 року бомбардувальники чотирьох груп GB I/11, GB I/23, GB II/23 і GB I/25 взяли участь в нальоті на Гібралтар в відповідь за Дакарську операцію. В червні 1941 року групи GB I/12, GB I/25 і GB I/31 були перекинуті в Сирію, де взяли участь в боях проти британської армії. В цій кампанії LeO 451 здійснили 855 бойових вильотів і втратили 29 літаків. Окрім LeO 451 які залишились після перемир'я, комісія по умовах миру дозволила продовжити випуск літаків. В результаті до листопада 1942 року в ВПС режиму Віші було 10 авіагруп (чотири в Франції, ще шість в Африці) і дві ескадрильї морської авіації. Після висадки союзників в Північній Африці більшість LeO 451 ввійшли до ВПС Вільної Франції, де використовувались в основному як транспортні. Тільки літаки 25-ї ескадри з 24 лютого по 25 квітня здійснили близько 60 вильотів проти цілей в Тунісі, скинувши при цьому 100 тонн бомб.
Після війни деякі LeO 451 були модернізовані і використовувались для навчання і транспортних місій. Останні LeO 451 літали аж до 1957 року.
94 LeO 451 були захоплені німецькою армією після окупації 28 листопада 1942 року. Частину літаків було передано Італії, яка в березні 1943 року оснастила ними 51-у бомбардувальну групу, але дуже швидко LeO 451 були замінені на Ju 88. В Люфтваффе LeO 451 використовувались як транспортні аж до завершення війни.

## Тактико-технічні характеристики

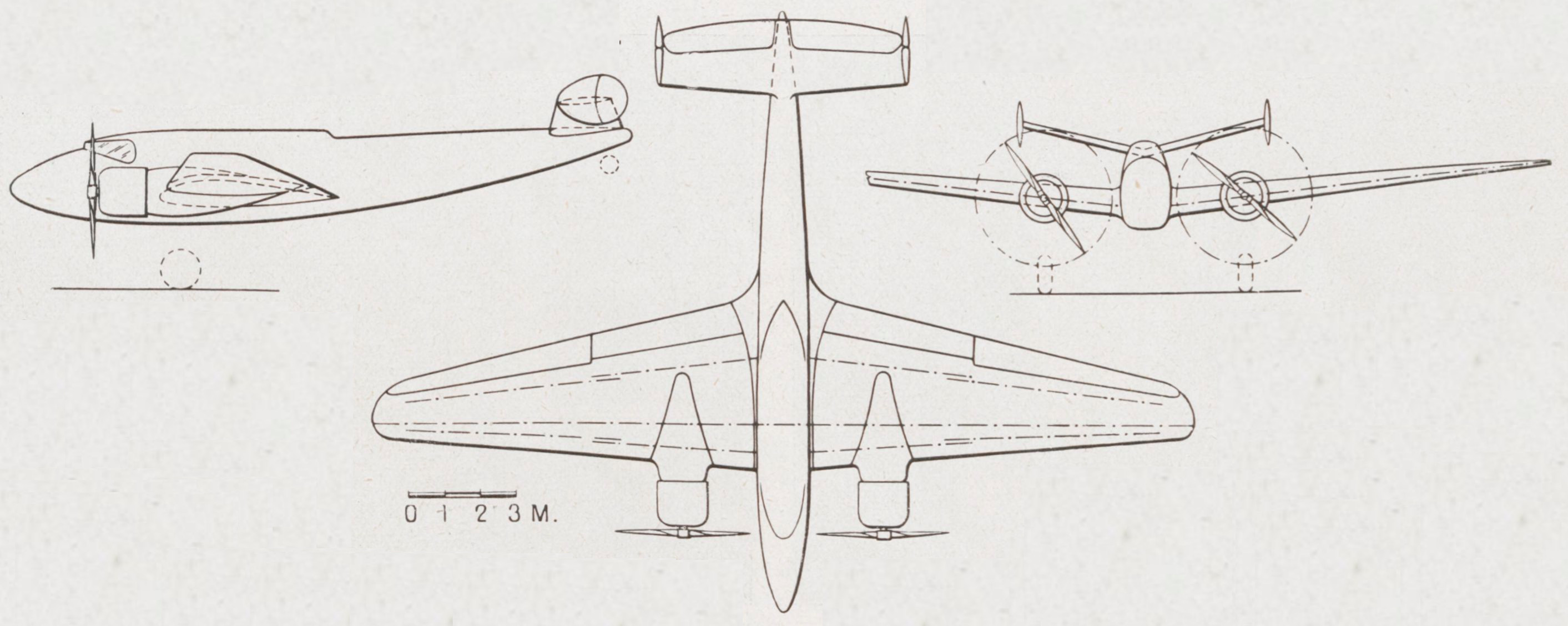

Дані з Ударная авиация Второй Мировой — штурмовики, бомбардировщики, торпедоносцы

### Технічні характеристики
- Довжина: 17,17 м
- Висота: 5,24 м
- Розмах крила: 22,52 м
- Площа крила: 68,0 м²
- Маса порожнього: 7813 кг
- Маса спорядженого: 11 400 кг
- Двигуни: 2 × Gnome-Rhône 14N48/49
- Потужність: 2 × 1140 к. с.

### Льотні характеристики
- Максимальна швидкість: 495 км/год
- Практична стеля: 9000 м
- Дальність польоту з 500 кг бомб: 2300 км.
- Час підйому на 5000 м: 14 хв.

### Озброєння
Стрілецьке
- 1 × 20-мм гармата в верхній установці[Вин. 1]
- 1 × 7,5-мм кулемет в нижній установці
- 1 × 7,5-мм нерухомий кулемет носі

Бомбове
- 2000 кг бомб:
  - 2 × 500 кг або 5 × 200 кг бомб в фюзеляжному бомбовому відсіку
  - 2 × 500 кг бомби в бомбових відсіках в крилах

## Виноски
1. ↑  З жовтня 1941 року на літаках режиму Віші до гармати було додано ще два 7,5-мм кулемети